# داریل پارکینز
داریل پارکینز (انگلیسی: Daryl Perkins؛ زادهٔ ۲۰ آوریل ۱۹۴۳) دوچرخه‌سوار اهل استرالیا است.
وی در مسابقات کشوری و بین‌المللی در مجموع برندهٔ ۱ مدال برنز شده‌است.